# Cristian Ramírez
Cristian Leonel Ramírez Zambrano (Santo Domingo de los Tsáchilas, 12 de agosto de 1994) é um futebolista equatoriano que atua como lateral-esquerdo. Atualmente defende o Ferencváros.